# Argynnis pandora
O cardinal ou borboleta-cardinal (Argynnis pandora) é uma espécie de insetos lepidópteros, mais especificamente de borboletas pertencente à família Nymphalidae.
A autoridade científica da espécie é Denis & Schiffermüller, tendo sido descrita no ano de 1775.
Trata-se de uma espécie presente no território português.

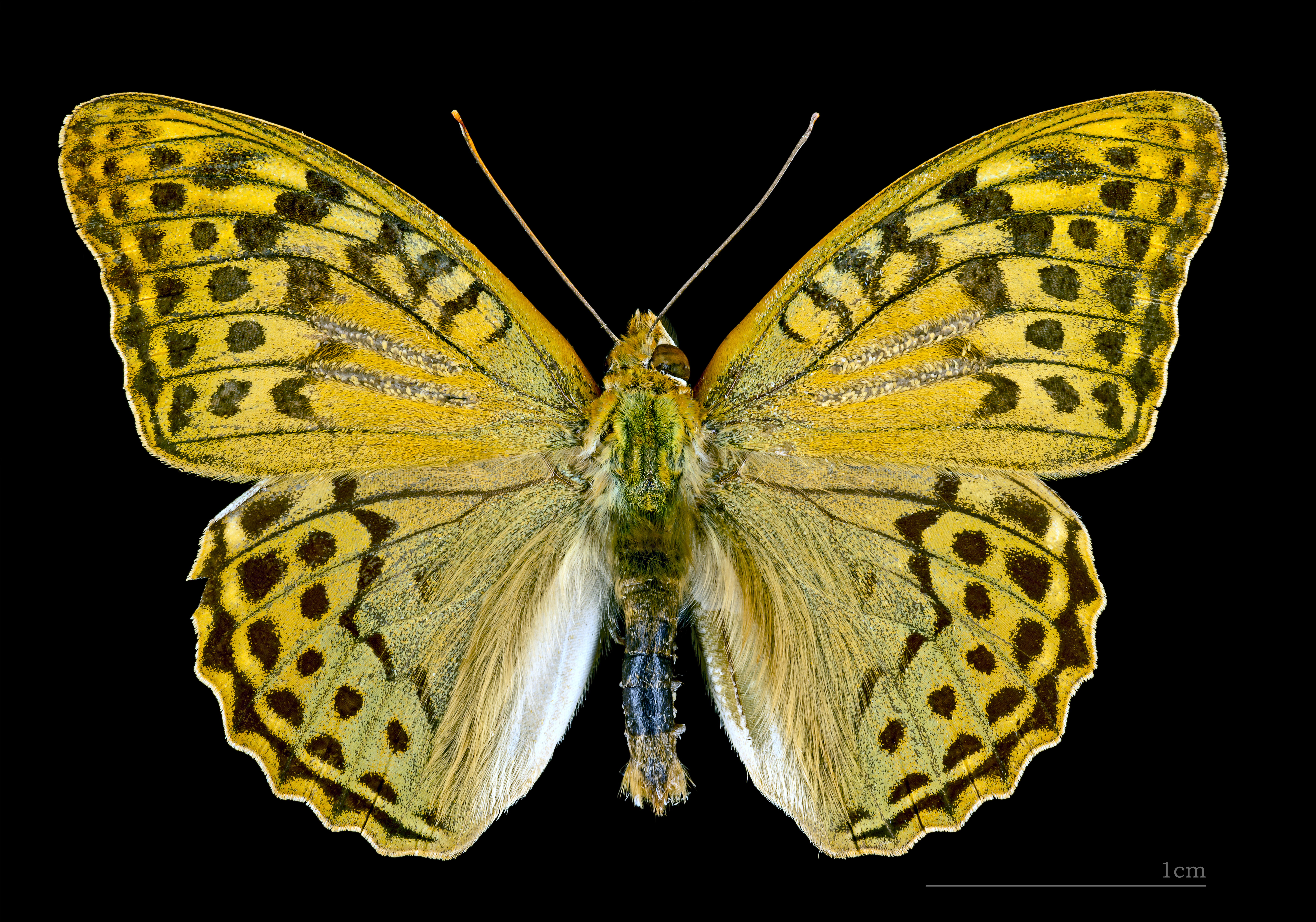
♂
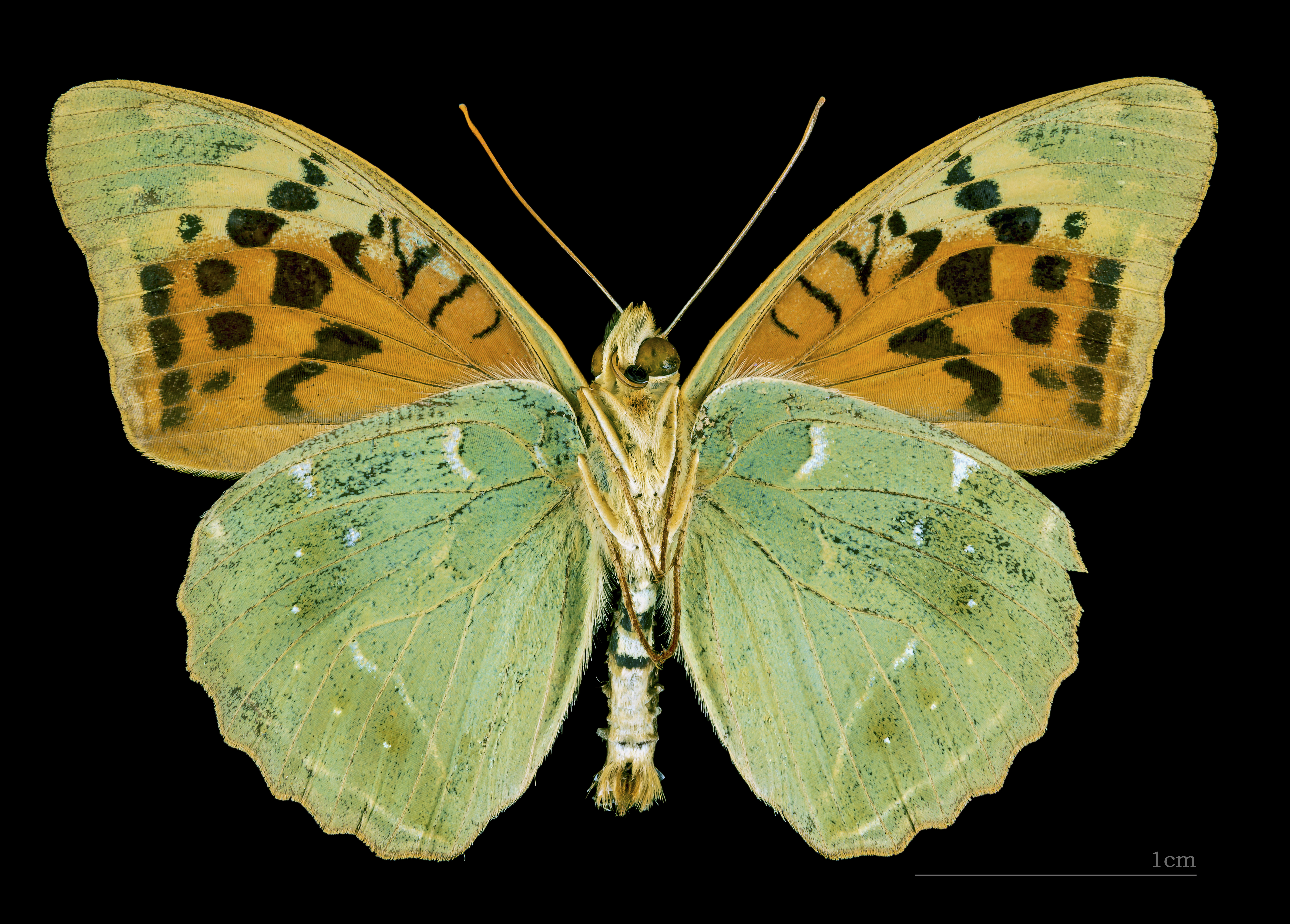
♂ △
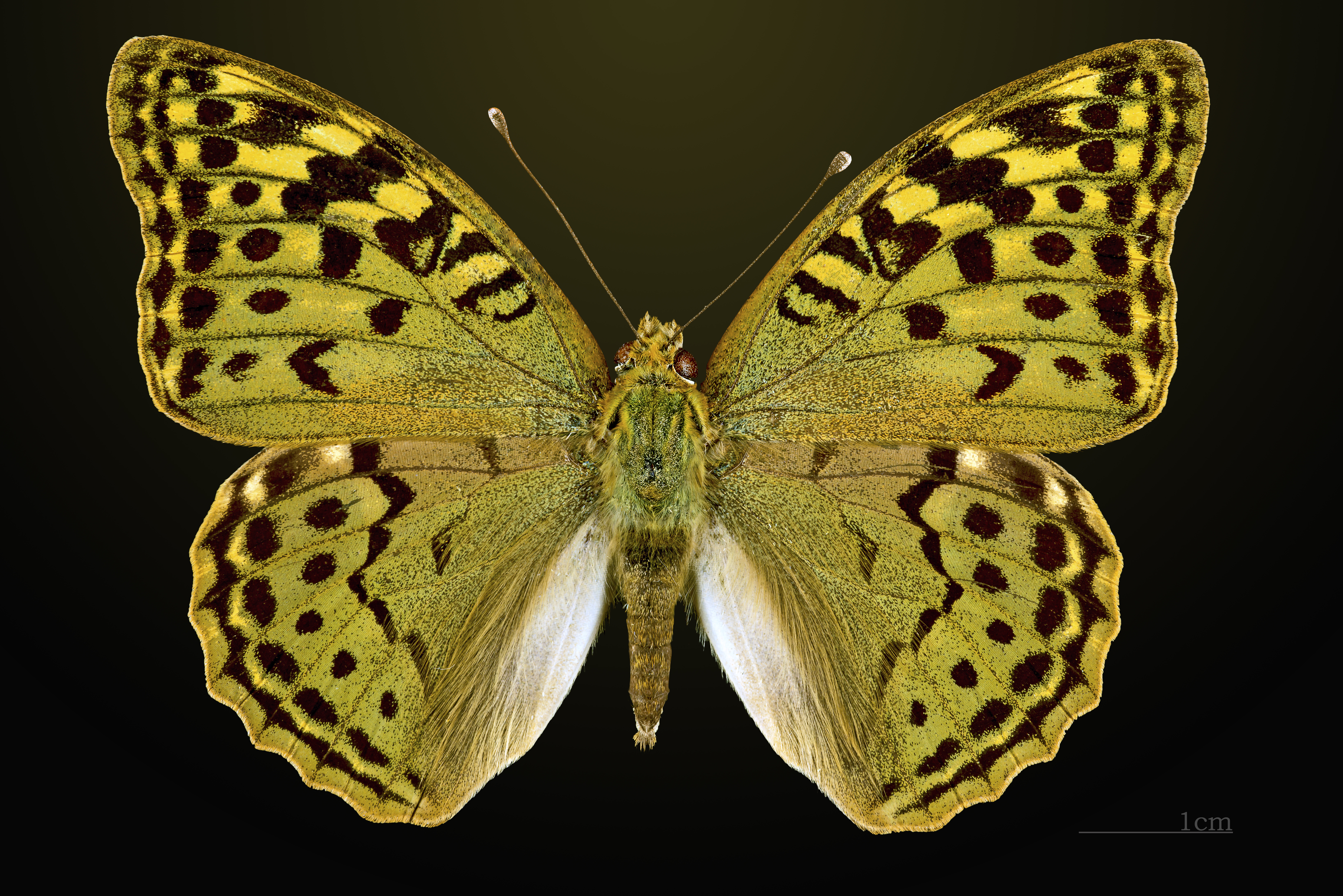
♀
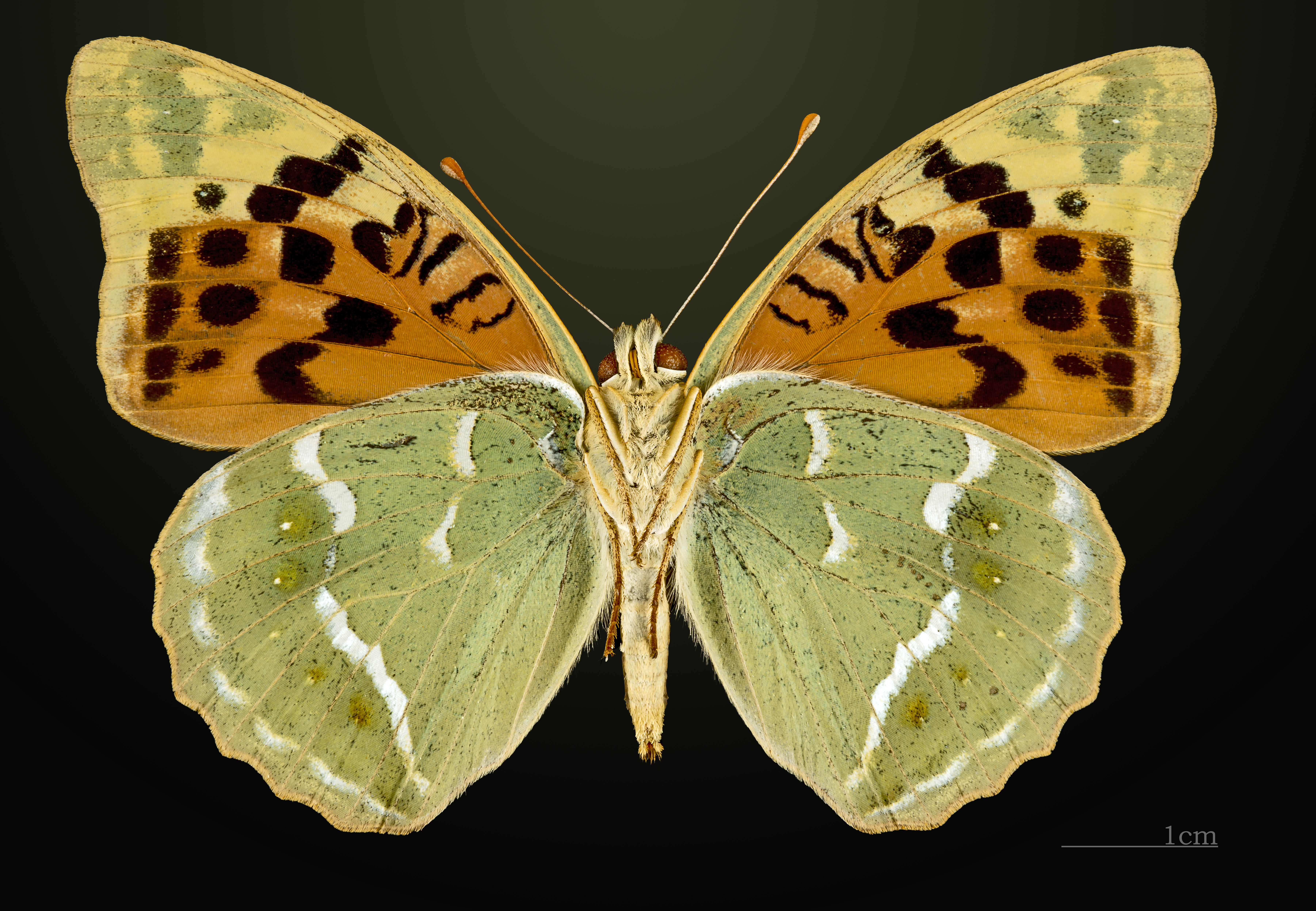
♀ △